# Кельчевский, Евгений Анатольевич
Евгений Анатольевич Кельчевский (14 августа 1883, Санкт-Петербург — 26 августа 1935, Париж) —  русский офицер, участник первой мировой и гражданской войн, внук первого начальника сыскной полиции Санкт-Петербурга И. Д. Путилина.

## Биография
Родился в Санкт-Петербурге. Учился в 1-м кадетском корпусе. В 1903 году окончил Михайловское артиллерийское училище. Из училища выпущен подпоручиком во 2-ю гренадерскую артиллерийскую бригаду. Позже служил в 20-й Вост-Сибирской горной батарее, 1-м горном артдивизионе, 8-м мортирном артдивизионе, 15-й артбригаде и 17-м уланском Новомиргородском полку. В 1906 году получил звание поручика, а в 1910 штабс-ротмистра. После окончания в 1912 году Императорской Николаевской военной академии получил звание капитана и был прикомандирован к Офицерской кавалерийской школе.
В годы первой мировой войны занимал должности в штабе Юго-Западного фронта и Одесского военного округа. В 1917 году получил звание полковника.
В армии Украинской Народной Республики начальник 1-го генерал-квартирмейстерства Украинского Генерального штаба.
В эмиграции во Франции. Здесь занялся литературной деятельностью. Автор романов «После урагана» (1927), «Дмитрий Оршин» (1929), «В лесу» (1930). Работал водителем такси. Умер в Париже.

## Награды
- орден Св. Станислава 3-й степени
- орден Св. Станислава 2-й степени
- орден Св. Анны 2-й степени